# 601 (tal)
601 är det naturliga heltal som följer 600 och följs av 602.

## Matematiska egenskaper
- 601 är ett udda tal.
- 601 är ett primtal[1].
- 601 är ett defekt tal.
- 601 är ett lyckotal.
- 601 är ett Centrerat pentagontal.

## Inom vetenskapen
- 601 Nerthus, en asteroid.